# W71

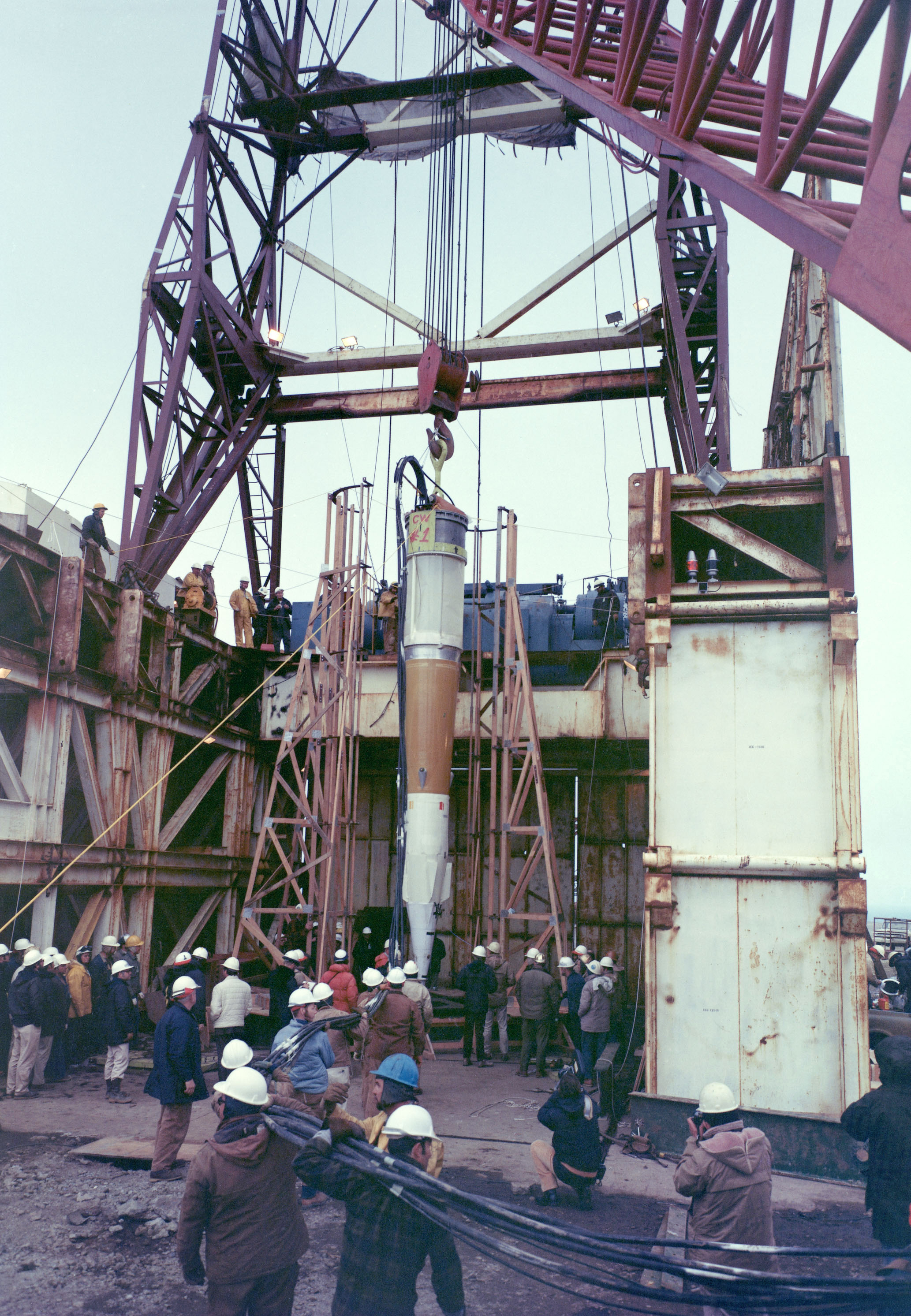
A ogiva W71 dentro de um Spartan antes de descer no subsolo.

W71 foi uma linha de ogivas termonucleares dos Estados Unidos da América, desenvolvida no Laboratório Nacional Lawrence Livermore, que era usada nos mísseis LIM-49A Spartan, usados para retalhar mísseis balísticos intercontinentais inimigos. Os testes tiveram uma média de 5 megatons, essa potência seria usada para retalhar vários artefatos inimigos simultâneamente, elas foram usadas dos anos de 1970 a 1992, ano em que todas sem exceções foram aposentadas(desmontadas).
A ogiva tinha 1,1 m (42 polegadas) de diâmetro e 2,6 m (101 polegadas) de comprimento. A ogiva completa pesava cerca de 1290 kg (2850 libras).
Para comprovar a eficácia da bomba foi cavado um poço de 1870 metros na ilha Amchitka, nas Ilhas Aleutas ao largo do Alasca, no dia 6 de novembro de 1971, a detonação provocou um rápido tremor equivalente a um terremoto de magnitude 7 na escala de Richter.

## Cinzas nucleares
Uma vantagem da W71 é que ela se detona na exosfera, lugar com muita pouca gravidade, por isso as cinzas nucleares não contaminariam a atmosfera de imediato. Porém, mesmo com o diminuto arrasto que existe nesta parte da atmosfera, as cinzas iriam perder velocidade lentamente e ao reentrarem na atmosfera, contaminariam grandes áreas.